# Рончело
Рончело (итал. Roncello) је насеље у Италији у округу Монца и Бријанца, региону Ломбардија.
Према процени из 2011. у насељу је живело 3841 становника. Насеље се налази на надморској висини од 195 м.

## Становништво
Према резултатима пописа становништва 2011. у општини је живело 3.925 становника.
| 1931. | 1936. | 1951. | 1961. | 1971. | 1981. | 1991. | 2001. | 2011. |
| ----- | ----- | ----- | ----- | ----- | ----- | ----- | ----- | ----- |
| 1.235 | 1.225 | 1.196 | 1.211 | 1.293 | 1.476 | 1.964 | 2.354 | 3.925 |

## Партнерски градови
- Gmina Nowy Duninów